# میدان نفتی یاران
میدان نفتی یاران یکی از میادین نفتی ایران است که در فاصله ۱۳۰ کیلومتری غرب اهواز در نقطه صفر مرزی با عراق قرار دارد و با میدان مجنون عراق، در مخزن نفتی مشترک است. طول این میدان نفتی ۴۸ کیلومتر و عرض آن ۲٫۵ کیلومتر است. میزان نفت درجای میدان یاران در حدود ۲ میلیارد بشکه برآورد می‌شود. سازندهای سروک از میدان نفتی یاران مخزن نفتی آن می‌باشد.
هم‌اکنون از چاه یاران۱ روزانه حدود ۱٫۵۰۰ بشکه نفت با درجه خلوص ۲۳ تولید می‌شود، نفت تولیدی با تجمیع با نفت میدان آزادگان، به واحد بهره‌برداری اهواز۳ ارسال می‌گردد. پروژه طرح توسعه این میدان هم‌اکنون در حال اجرا می‌باشد. پیمانکار اصلی این طرح شرکت نفت و گاز پرشیا است. تولید نهایی این میدان به ۳۰ هزار بشکه در روز خواهد رسید.
توسعه میدان یاران شمالی توسط شرکت نفت و گاز پرشیا از سال ۱۳۹۱ آغاز شد و ۱۳۹۵ به اتمام رسید.
تاقدیس یاران در ناحیه دزفول شمالی (دشت آبادان) در مجاورت و به موازات خط مرزی ایران و عراق و در فاصله ۳۰ کیلومتری غرب ساختمان میدان نفتی جفیر و شمال غرب میدان یادآوران و ۷۰ کیلومتری غرب میدان نفتی سوسنگرد قرار گرفته است. امتداد این تاقدیس در جهت شمال-جنوب بوده و با تاقدیس میدان نفتی دارخوین دارای روند مشابه می‌باشد.